# آوده‌هاسکه
اوهداسکه (به هلندی: Oudehaske) یک منطقهٔ مسکونی در هلند است که در Skarsterlân واقع شده‌است. اوهداسکه ۱٬۹۸۰ نفر جمعیت دارد.